# گئورگ بروستاد
گئورگ بروستاد (نروژی: Georg Brustad; ۲۳ نوامبر ۱۸۹۲ – ۲۵ سپتامبر ۱۹۵۶) ژیمناست هنری اهل نروژ بود.